# Sainte-Mère
Sainte-Mère è un comune francese di 211 abitanti situato nel dipartimento del Gers nella regione dell'Occitania.

## Società

### Evoluzione demografica
Abitanti censiti